# Végétation des Pyrénées

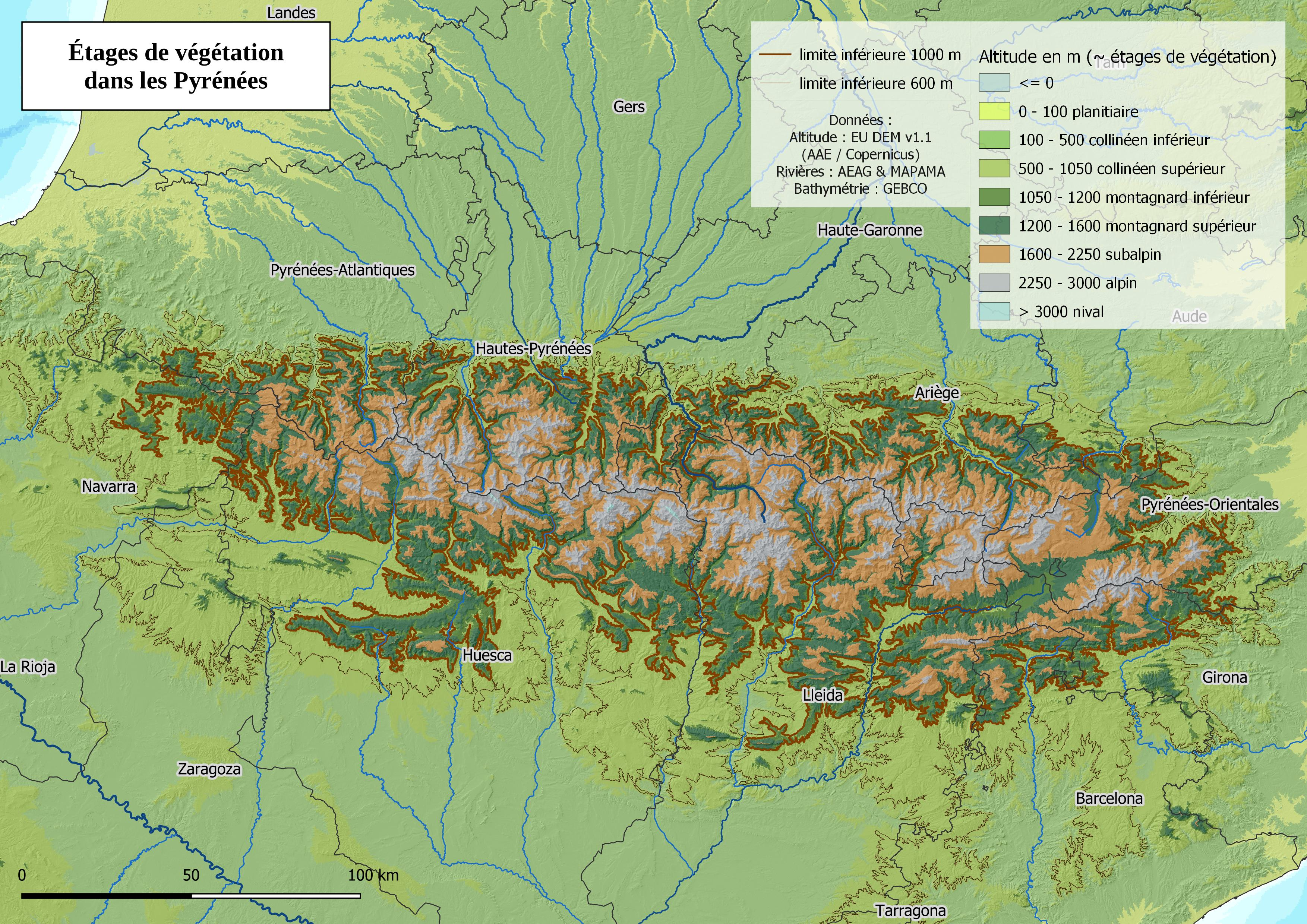
Carte des étages de végétation dans les Pyrénées

Principaux étages de végétation : mousses et lichens à l'étage nival, prairies à l'étage alpin, pins à crochets à l'étage subalpin, sapins et hêtres à l'étage montagnard puis chênes et châtaigniers à l'étage collinéen.

La végétation des Pyrénées est l'ensemble de la végétation (flore, plantes, etc), et sa répartition, qui pousse dans la chaîne de montagne des Pyrénées, entre la France et l'Espagne.
Les Pyrénées sont situés à la frontière entre les régions biogéographiques euro-sibérienne et méditerranéenne et se divisent en trois grands secteurs bioclimatiques. La partie occidentale est affectée par les flux d'air chaud et humide de l'Atlantique, le secteur central continental par un temps froid et sec, et la section orientale par l'influence méditerranéenne chaude et sèche. Elles se caractérisent également par une grande diversité de l'étagement altitudinal des types de forêts. Les zones calcaires de basse altitude ont un type de végétation méditerranéenne, où un mélange d'espèces à feuilles persistantes (essentiellement Quercus ilex) et caduques (Quercus faginea, Quercus pubescens, Tilia platiphyllos, Acer opalus) prédominent, alors que le Chêne-liège et le Pin pignon forment d'importants massifs sur les substrats siliceux de l'extrémité orientale, près de la Méditerranée. La moyenne altitude abrite des forêts mixtes de feuillus (Quercus petraea, Quercus robur, Quercus pubescens, Fagus sylvatica) et des forêts de Pin sylvestre et de Pin noir, ainsi que des reliques des forêts de genévriers (Juniperus thurifera). La haute montagne est principalement composée d'un mélange de Hêtre commun et de Sapin blanc, ainsi que de Pin à crochets dans les régions continentales intérieures. Au-dessus de la limite des arbres se trouvent enfin les zones de pelouse alpine qui accueillent de nombreuses espèces endémiques.

## Répartition
En montagne, la végétation change progressivement selon l'altitude, l'exposition au soleil et la situation géographique du massif montagneux. Les Pyrénées constituant une barrière géographique en longitude (la latitude de la chaîne varie peu), leur végétation, c’est-à-dire la façon dont s'organise sa flore, se répartit en fonction des trois critères suivants :

### Répartition en latitude (nord-sud)
Le versant sud espagnol est en général plus sec que le versant nord français, car le versant sud est plus exposé au soleil que le versant nord, mais aussi parce qu'il profite d'un effet de Foehn.

### Répartition en longitude (est-ouest)
Le climat océanique humide à l'ouest favorise les précipitations et donc l'essor de la végétation à l'ouest. Celui-ci se fait sentir jusqu'en Ariège. À partir de l'Aude, la végétation change et se raréfie sous l'influence d'un climat méditerranéen chaud et sec.

### Répartition en altitude
On distingue cinq « étages » ou écosystèmes successifs, avec pour chacun un paysage et une végétation caractéristique.
1. Étage des vallées et des collines pré-pyrénéennes, dit étage collinéen, dont la limite supérieure est à 800 m d'altitude.
2. Étage de la petite montagne, dit étage montagnard, dont les limites vont de 800 m à 1 400–1 700 m d'altitude.
3. Étage de la moyenne montagne et des alpages d'altitude, dit étage subalpin, dont les limites vont de 1 400–1 700 m à 1 800–2 400 m d'altitude.
4. Étage de la haute-montagne, dit étage alpin, dont les limites vont de 1 800–2 400 m à 3 000 m d'altitude, à la limite des neiges éternelles.
5. Étage des neiges éternelles, dit étage nival, dès les premières neiges éternelles, au-dessus de 3 000 m d'altitude.

## Écorégions
- 01. Forêts de feuillus humides tropicales et subtropicales
- 04. Forêts de feuillus et forêts mixtes tempérées
- 05. Forêts de conifères tempérées
- 06. Forêts boréales et taïga
- 08. Prairies, savanes et brousses tempérées
- 09. Prairies et savanes inondables
- 10. Prairies et brousses d'altitude
- 11. Toundra
- 12. Forêts, bois et maquis méditerranéens
- 13. Déserts et brousses xériques
- Roche et glace

Écorégions de la zone paléarctique par biome :

Le WWF reconnait les trois écorégions suivantes dans les Pyrénées : à l'ouest les forêts mixtes cantabriques, au centre les forêts de conifères et mixtes des Pyrénées, et à l'est donnant sur la Méditerranée, les forêts méditerranéennes franco-espagnoles.
Dans le piémont pyrénéen, ces forêts sont bordées au nord par les forêts mixtes atlantiques (Bassin aquitain) et les forêts de feuillus d'Europe occidentale (vers le Massif central), au sud par les forêts sclérophylles et semi-décidues ibériques (bassin versant de l'Èbre). 
Les forêts mixtes cantabriques, forêts de conifères et mixtes des Pyrénées, forêts mixtes atlantiques et les forêts de feuillus d'Europe occidentale appartiennent aux forêts tempérées décidues et mixtes adaptées au climat océanique de l'Atlantique ou au climat continental humide. Les forêts méditerranéennes franco-espagnoles et les forêts sclérophylles et semi-décidues ibériques appartiennent aux forêts, terres boisées et broussailles méditerranéennes de la région méditerranéenne (phytorégion), adaptées à un climat méditerranéen. Il en résulte une dissymétrie ouest-est entre les forêts nord côté français et les forêts sud côté espagnol : le biome méditerranéen côté français est assez restreint à l'est et ne va pas au-delà du centre de l'Aude, alors que côté espagnol il remonte tout le bassin de l'Èbre jusqu'à la Navarre puis continue plus à l'ouest dans la Castille.